# Сиодмак, Курт
Курт Сиодмак (англ. Curt Siodmak; 10 августа 1902[…], Дрезден — 2 сентября 2000[…], Три Риверс, Калифорния) — американский писатель-фантаст и сценарист немецкого происхождения. Младший брат режиссёра Роберта Сиодмака.

## Биография
Уроженец Дрездена, Сиодмак получил учёную степень в области математики и одновременно с этим начал писать художественные произведения. Первый его роман, «Люди в воскресение» (1929), описывает в хронологической манере жизнь четырёх берлинцев в выходной день. Текст был экранизирован старшим братом писателя Робертом и Эдгаром Ульмером.
В последующие годы Курт Сиодмак написал много романов, сценариев и рассказов, включая роман «ФП-1 не отвечает» (1933), по которому был снят ставший популярным фильм с Хансом Альберсом и Петером Лорре в главных ролях.
После прихода к власти нацистов и с началом проведения ими антисемитской пропаганды Сиодмак решил эмигрировать — сперва во Францию, затем в Великобританию, а оттуда в США в 1937 году.
В 1941 году для студии Universal писатель создал образ нового монстра — человека-волка Лоуренса Тэлбота. Персонаж стал таким же популярным, как Дракула и Монстр Франкенштейна. В 1942 году Сиодмак написал свой самый известный роман «Мозг Донована», который стал бестселлером и затем был несколько раз экранизирован.
Был женат на Генриэтте Сиодмак (она была потомком старинного аристократического рода из Швейцарии), с которой прожил вместе более 70 лет. Их сын Джеффри родился в Великобритании, где они жили после их эмиграции из Германии.

## Труды

### Романы
1. ФП-1 не отвечает (1933)
2. Чёрная пятница (1939)
3. Мозг Донована (1942)
4. Зверь с пятью пальцами (1945)
5. Тот, кого я буду целовать (1952)
6. Звёздные наездники (1954)
7. Скайпорт (1959)
8. Только для королей (1964)
9. Память Хаузера (1968)
10. Третье ухо (1971)
11. Город в небесах (1974)
12. Франкенштейн встречает человека-волка (1981)
13. Тело Габриэля (1992)

### Сборники рассказов
1. Яйца озера Танганьика (1926)
2. Изменение темы (1972)
3. Р-фактор (1976)
4. Эксперимент со злом (1985)

### Избранная фильмография
1. ФП-1 не отвечает (1932)
2. FP1 (1933, англоязычная версия предыдущего фильма)
3. Девочки могут быть мальчиками (1934)
4. Это Бет (1935)
5. Абдул Проклятый (1935)
6. Я даю мое сердце (1935)
7. Туннель (1935)
8. Нью-Йорк нон-стоп (1937)
9. Её джунгли любви (1938)
10. Возвращение Человека-Невидимки (1940)
11. Чёрная пятница (1940)
12. Обезьяна (1940)
13. Человек-волк (1941)
14. Невидимый агент (1942)
15. Франкенштейн встречает человека-волка (1943)
16. Пурпурный V (1943)
17. Ловушка для людей (1943)
18. Я гуляла с зомби (1943)
19. Фальшивые лица (1943)
20. Сын Дракулы (1943)
21. Кульминация (1944)
22. Дом Франкенштейна (1944)
23. Загадочная леди (1945)
24. Возвращение Монте-Кристо (1946)
25. Зверь с пятью пальцами (1946)
26. Берлинский экспресс (1948)
27. Волшебный фонтан Тарзана (1949)
28. Невеста гориллы (1951)
29. Магнитный Монстр (1953)
30. Я прожил три жизни (эпизод «Инфракрасная плёнка») (1954)
31. Звёздные всадники (1954)
32. Существо с атомным мозгом (1955)
33. Земля против летающих тарелок (1956)
34. Куруку, зверь из Амазонии (1956)
35. Рабы любви из Амазонии (1957)
36. Истории Франкенштейна (1958)
37. Посланник Дьявола (1961)
38. Шерлок Холмс и смертельное ожерелье (1962)